# Langerød Station
Langerød Station er et dansk trinbræt i landsbyen Langerød i Nordsjælland.

## Antal rejsende
Ifølge Østtællingen var udviklingen i antallet af dagligt afrejsende: 
| År   | Antal | År   | Antal |
| ---- | ----- | ---- | ----- |
| 1984 | 35    | 1996 | 50    |
| 1987 | 62    | 1997 | 31    |
| 1990 | 102   | 1998 | 49    |
| 1991 | 107   | 2000 | 24    |
| 1992 | 39    | 2001 | 27    |
| 1993 | 37    | 2002 | 36    |
| 1995 | 40    | 2003 | 29    |